# Ludger Fischer

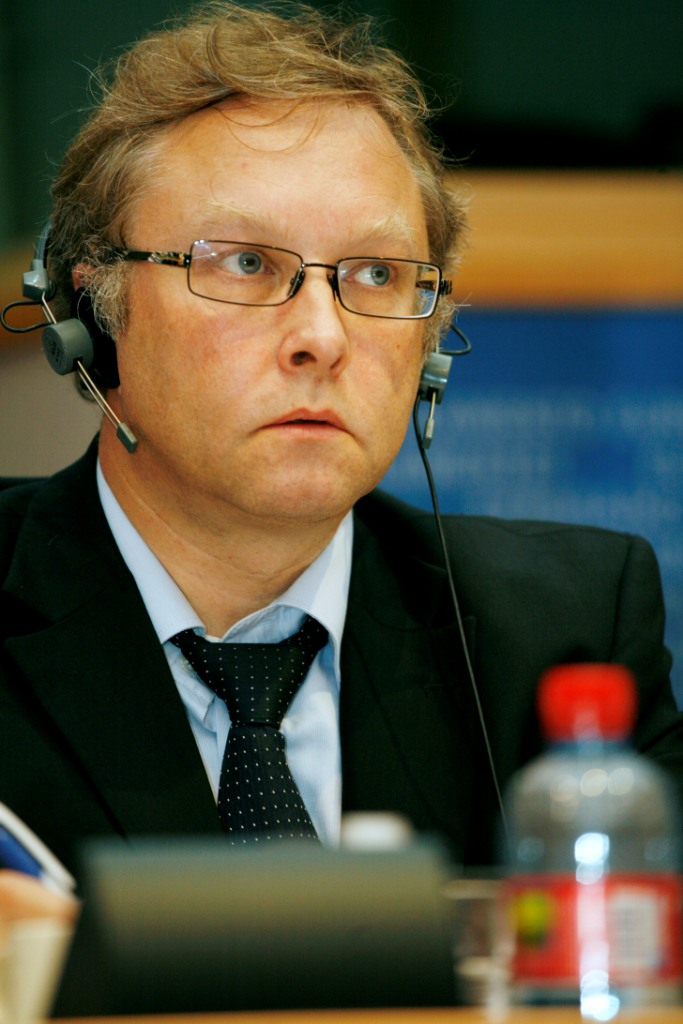
Ludger Fischer, European Parliament, Brussels 28. August 2008, Hearing on Food Labelling

Ludger Fischer (* 30. Oktober 1957 in Essen) ist ein deutscher Bauhistoriker, Architekturkritiker und Politikwissenschaftler.

## Tätigkeiten
1986 promovierte Fischer mit der Schrift „Über den Denkmalwert sogenannter Zweckbauten“. In seiner 2010 veröffentlichten Habilitationsschrift untersuchte er die „Versuche baukünstlerischer Denkmalpflege“ des Architekten Bodo Ebhardt (1865–1945). Von 1998 bis 2001 war Fischer Professor für Kunstgeschichte an der Fachhochschule Aachen im Fachbereich Design. Schwerpunkt seiner Tätigkeit als Architekturkritiker sind seit 1995 aktuelle Bauten in den Niederlanden und in Belgien. Von 2001 bis 2022 vertrat er die Interessen kleiner Lebensmittelbetriebe in der EU. Er war Mitglied der „Beratenden Gruppe für die Lebensmittelkette“ der Europäischen Kommission, Mitglied des Beratungsgremiums der Interessenvertreter bei der Europäischen Behörde für Lebensmittelsicherheit (EFSA), sowie anderer EU-Gremien zu Fragen der Lebensmittelsicherheit. Mit seinem Bekenntnis „Mehr Lobbyismus wagen!“ bezieht er sich auf Willy Brandt, der mit der Parole „Mehr Demokratie wagen!“ zu einer stärkeren Beteiligung aller relevanten Interessengruppen an der Politik aufrief.
Auf der Basis seiner Tätigkeit als Politikberater in Brüssel beschäftigt er sich seit 2001 mit den chemischen und physikalischen Vorgängen des Kochens. Fischer lebte bis 2022 in Brüssel, seitdem in Bad Godesberg.

## Publikationen
- Sommeridiot. Eine viel zu katholische Kindheit im Ruhrgebiet, Ruhrkrimi-Verlag, Mülheim 2022, ISBN 978-3-947848-68-3
- Spot(t) auf Brüssel. Ein lustiges Polittheater, Osburg-Verlag, Hamburg 2021, ISBN 978-3-95510-257-9
- Küchenirrtümer, Osburg-Verlag, Hamburg 2020, ISBN 978-3-95510-218-0
- We are anders. Endlich Ordnung im Brexit-Chaos. Osburg-Verlag, Hamburg 2019, ISBN 978-3-95510-194-7.
- Drei Unterhosen reichen doch. Das Reisebegleitbuch für leichtes Gepäck. Westflügel-Verlag, Essen 2018, ISBN 978-3-939408-45-1.
- Die in Brüssel. Die Wahrheit über Lobbyisten – Einblicke in eine spannende Welt. Berlin 2016, ISBN 978-3-86265-540-3.
- Warum man mit Männern/Frauen nicht verreisen kann. Carlsen, Hamburg 2015, ISBN 978-3-551-68050-1.
- Göttliche Diät. Theologisches aus der Speisekammer. Plöger, Annweiler 2014, ISBN 978-3-89857-299-6.
- Mann kocht! Irrtümer, Vorurteile und Halbwahrheiten über Kerle am Herd . Eichborn, Köln 2012, ISBN 978-3-8479-0510-3.
- Noch mehr Küchenirrtümer. Piper, München 2012, ISBN 978-3-492-27287-2.
- Küchenirrtümer. Hörbuch. Eichborn, Frankfurt am Main 2011, ISBN 978-3-8218-6354-2.
- Kleines Lexikon der Küchenirrtümer. Piper, München 2011, ISBN 978-3-492-25829-6.
- Bodo Ebhardt. Versuche baukünstlerischer Denkmalpflege. Restaurierungen, Rekonstruktionen und Neubauten von Burgen, Schlössern und Herrenhäusern von 1899 bis 1935. (= Veröffentlichungen der Deutschen Burgenvereinigung. Reihe A, Forschungen Band 13). Braubach 2010, ISBN 978-3-927558-27-4.
- Noch mehr Küchenirrtümer. Eichborn, Frankfurt am Main 2010, ISBN 978-3-8218-6513-3.
- Kleines Lexikon der Küchenirrtümer. Eichborn, Frankfurt am Main 2009, ISBN 978-3-8218-5700-8.
- Die schönsten Schlösser und Burgen am Niederrhein. Wartberg, Gudensberg-Gleichen 2004, ISBN 3-8313-1326-1.
- Schloss Raesfeld. (= DKV-Kunstführer 587/1). Deutscher Kunstverlag, München/Berlin 2001.
- Fischlaken. Kleinod am Baldeneysee. (= Essen historisch 4). 2. Auflage. Beleke, Essen 2000, ISBN 3-922785-70-0.
- Die Kunstdenkmäler von Rheinland-Pfalz. Band 9: Die Kunstdenkmäler des Rhein-Hunsrück-Kreises. Teil 2: Ehemaliger Kreis St. Goar, 2. Stadt Oberwesel. bearb. v. Eduard Sebald u. a., Deutscher Kunstverlag, München/Berlin 1997, ISBN 3-422-00576-5.
- Bau- und Kunstdenkmale in Essen-Werden. Beleke, Essen 1996, ISBN 3-922785-22-0.
- Burg und Festung Rheinfels. (= Rheinische Kunststätten. H. 390). Köln 1993, ISBN 3-88094-743-0.
- mit Josef Heinzelmann, Wilhelm Hermann, Edmund Lahnert und Dieter Metzger (Hrsg.): Heimat Oberwesel. Zwischen Liebfrauen und St. Martin. Ein Stadtführer. Oberwesel 1992, ISBN 3-926888-08-3.
- (Hrsg.) ARTE-FAKTEN. Kunsthistorische Schriften, Thema „Romantik“. Plöger, Annweiler 1987, ISBN 3-89857-013-4.
- Über den Denkmalwert sogenannter Zweckbauten. Das Erbe der Abtei Werden. Die Königlich-Preußische Strafanstalt in Werden an der Ruhr. Plöger, Annweiler 1987, ISBN 3-924574-07-03.